# Some Girls Do
Some Girls Do är den kanadensiska rock- och jazzsångerskan Lee Aarons sjätte studioalbum. Det släpptes i september 1991. Alla låtar förutom "Tell Me Something Good" är skrivna av Aaron själv och gitarristen John Albani, med lite hjälp av andra bandmedlemmar.

## Låtar
1. "Some Girls Do" - 3:37
2. "Crazy in Love" - 3:50
3. "Hands Off the Merchandise" - 3:29
4. "Wild at Heart" - 4:05
5. "Sex with Love" - 4:42
6. "(You Make Me) Wanna Be Bad" - 3:53
7. "Tuff Love" - 4:35
8. "Motor City Boy" - 4:16
9. "Love Crimes" - 3:55
10. "Can't Stand the Heat" - 3:44
11. "Dangerous" - 3:37
12. "Tell Me Something Good" - 4:39
13. "Peace on Earth" - 5:11